# 못난이 송편
《못난이 송편》은 2012년 10월 24일부터 2012년 10월 25일까지 MBC에서 방송된 2부작 기획특집 드라마로, 왕따와 학교폭력 등 사회적 문제를 녹여내었다.

## 등장 인물

### 주요 인물
- 김정화 : 김주희 역 (아역 김유리) - 현직 교사
- 장지은 : 한소정 역 (아역 서지희) - 주희의 중학교 반 친구, 여행가이드
- 경수진 : 오아영 역 (아역 윤정은) - 주희와 소정의 중학교 때 같은 반, 별명 광년이, 본명 오순복에서 개명함.

### 주변 인물
- 오민석 : 오태수 역 (아역 원덕현) - 아영의 오빠, 회사원
- 김혜옥 : 이정자 역 - 태수와 아영의 어머니
- 지남혁 : 한영민 역 (아역 이승현) - 소정의 오빠, 웹 디자이너
- 정보석 : 한문길 역 - 소정과 영민의 아버지, 안과의사 (특별출연)

### 주희네 반 학생들
- 주다영 : 김예빈 역 - 주희네 반 반장, 엄친딸
- 조정은 : 이세진 역 - 주희네 반 학생, 왕따 가해자
- 김보라 : 서유민 역 - 주희네 반 학생, 왕따 피해자
- 김수진
- 천영민 : 학생 역 - 김예빈의 짝꿍
- 강다영
- 이유미 : 학생 역 - 김예빈의 앞에 앉은 학생
- 장진영
- 양혜경
- 양소정
- 김지수
- 신윤정
- 고연정
- 이수진
- 김혜원
- 오예림
- 정지윤

### 그 외 인물
- 윤유선 : 김수경 역 - 이세진의 어머니
- 김나운 : 김예빈의 어머니 역
- 최범호 : 오아영과 오태수의 아버지 역
- 손건우 : 학교 선생님 역
- 서영탁 : 학교 선생님 역
- 김건호 : 학교 경비원 역
- 김하련 : 안과 간호사 역
- 현숙희 : 주희에게 길을 알려주는 여자 역
- 손영순 : 집주인 할머니 역
- 김수현 : 한문길의 재혼한 부인 역
- 배요섭
- 육미라 : 가사도우미 역
- 윤은별 : 학교 선생님 역

### 특별출연
- 박근형 : 교장 역

## 수상
- 2013년 싱가포르 아시안TV어워즈 TV단편드라마부문 최우수상[1]